# Zack Smith
Zachary „Zack“ Smith (* 5. April 1988 in Maple Creek, Saskatchewan) ist ein ehemaliger kanadischer Eishockeyspieler, der im Verlauf seiner aktiven Karriere zwischen 2004 und 2020 unter anderem 707 Spiele für die Ottawa Senators und Chicago Blackhawks in der National Hockey League auf der Position des Centers bestritten hat. Den Großteil der Spiele absolvierte Smith für die Ottawa Senators, mit deren Farmteam Binghamton Senators er im Jahr 2011 den Calder Cup gewann. Sein Onkel Barry Dean war ebenfalls professioneller Eishockeyspieler.

## Karriere
Zack Smith begann seine Karriere als Eishockeyspieler bei den Swift Current Broncos, für die er von 2004 bis 2008 in der kanadischen Juniorenliga Western Hockey League aktiv war. Dabei konnte er vor allem in der Saison 2007/08 überzeugen, in der er als Mannschaftskapitän in insgesamt 84 Spielen 80 Scorerpunkte, davon 27 Tore, erzielte. Anschließend beendete er die Saison 2007/08 bei den Manitoba Moose, für die er in der American Hockey League in sechs Spielen eine Torvorlage gab. Am 14. August 2008 unterschrieb er einen Vertrag als Free Agent bei den Ottawa Senators, die ihn im NHL Entry Draft 2008 in der dritten Runde als insgesamt 79. Spieler ausgewählt hatten. In der Saison 2008/09 spielte er daraufhin für Ottawas Farmteam Binghamton Senators in der AHL. Dabei erzielte er in 79 Spielen je 24 Tore und 24 Vorlagen. Zudem kam er am 29. November 2008 im Auswärtsspiel bei den New York Islanders zu seinem Debüt in der National Hockey League für die Ottawa Senators.
Auch in der Saison 2009/10 spielte Smith überwiegend für die Binghamton Senators in der AHL, während er zu 21 Einsätzen für Ottawa in der NHL kam. Nachdem er die folgende Spielzeit erneut bei Binghamton in der AHL begonnen hatte, konnte er sich im Saisonverlauf einen Stammplatz bei Ottawa in der NHL erspielen. Den Lockout der Saison 2012/13 verbrachte er bei den Frederikshavn White Hawks in Dänemark.
Im Januar 2017 unterzeichnete Smith einen neuen Vierjahresvertrag in Ottawa, der ihm ein durchschnittliches Jahresgehalt von 3,25 Millionen US-Dollar einbrachte. Diesen Vertrag erfüllte Smith jedoch nur zur Hälfte in Ottawa, da er im Juli 2019 im Tausch für den Russen Artjom Anissimow an die Chicago Blackhawks abgegeben wurde. Er verließ damit nach insgesamt elf Jahren das Franchise aus der kanadischen Hauptstadt. Die Saison 2020/21 verpasste er in der Folge komplett aufgrund einer Rückenverletzung und gab schließlich im September 2021 im Alter von 31 Jahren seinen Rücktritt vom aktiven Sport bekannt.

## Erfolge und Auszeichnungen
- 2011 Calder-Cup-Gewinn mit den Binghamton Senators

## Karrierestatistik
(Legende zur Spielerstatistik: Sp oder GP = absolvierte Spiele; T oder G = erzielte Tore; V oder A = erzielte Assists; Pkt oder Pts = erzielte Scorerpunkte; SM oder PIM = erhaltene Strafminuten; +/− = Plus/Minus-Bilanz; PP = erzielte Überzahltore; SH = erzielte Unterzahltore; GW = erzielte Siegtore; 1 Play-downs/Relegation; Kursiv: Statistik nicht vollständig)